# La Paz (departement van Catamarca)
La Paz is een departement in de Argentijnse provincie Catamarca. Het departement (Spaans:  departamento) heeft een oppervlakte van 8.149 km² en telt 21.061 inwoners.

## Plaatsen in departement La Paz
| - Anjuli - Caballa - Cantera Cerrito - Cantera La Esperanza - Canteras Esquiu - Casa de Piedra - Chafi - El Aybal - El Bajo - El Bañado - El Barreal - El Barrealito - El Bello - El Bosquecillo - El Cercado - El Chaguaral - El Chañaral - El Dique - El Divisadero - El Empalme - El Jumeal - El Milagro | - El Moreno - El Quebracho - El Quimilo - El Rosario - El Silo - El Vallecito - Empalme Rutas 157 y 60 - Esquiú - Estancia Albigasta - Garay - Icaño - Jabala - km 1017 - km 969 - La Barroza - La Bomba - La Dorada - La Granja - La Guardia - La Horqueta de Abajo - La Horqueta de Arriba - La Isla | - La Jornada - La Montoza - La Parada - La Quinta - La Toma - Las Esquinas - Las Flores - Las Lomitas - Las Palmitas - Las Peñas - Las Toscas - Los Mistoles - Los Morales - María Elena - Monte Redondo - Olta - Palo Santo - Pichinga - Pozo de la Orilla - Pozo El Mistol - Pozos Cavados - Puesto de Leiva | - Puesto de Miranda - Puesto de Siman - Puesto de Vera - Puesto Sabatea - Puesto Santa Rosa - Quirós - Ramblones - Recreo - Río Chico - Río de la Puerta - San Agustín - San Antonio - San Bernardo - San Carlos - San José - San Lorenzo - San Nicolás - San Salvador - Santo Domingo - Sicha - Sol de Mayo |